# (597614) 2007 RM314
(597614) 2007 RM314, também escrito como (597614) 2007 RM314, é um corpo menor que está localizado no disco disperso, uma região do Sistema Solar. Ele possui uma magnitude absoluta de 6,5 e tem um diâmetro estimado de cerca de 221 km. O astrônomo Mike Brown lista este corpo celeste em sua página na internet como um candidato a possível planeta anão.

## Descoberta
(597614) 2007 RM314 foi descoberto no dia 14 de setembro de 2007 pelos astrônomos P. A. Wiegert e A. Papadimos.

## Órbita
A órbita de (597614) 2007 RM314 tem uma excentricidade de 0,482 e possui um semieixo maior de 70,365 UA. O seu periélio leva o mesmo a uma distância de 36,416 UA em relação ao Sol e seu afélio a 104 UA.